# Ilkka Lammi
Ilkka Armas Lammi, född 9 februari 1976 i Norrmark, död 24 juni 2000 i Borgå, var en finländsk konstnär, som innan sin för tidiga död hann bli känd som en begåvad och produktiv konstnär.

## Ungdomstiden
Lammi bodde under sin barndom och ungdomstid i finländska Norrmark strax norr om Björneborg. Hans far var bankdirektör Into Lammi (1929-2010) och hans mor var lektor i modersmål och historia, Arja Roslander-Lammi (född 1944). Ilkka Lammi har en tvillingsyster, Katri Lammi, och en bror ur faderns tidigare äktenskap, Tapio Lammi (född 1958).
Lammi gick på lågstadiet och högstadiet i Norrmark, gymnasiet i Björneborg, tog studenten 1994 i Björneborgs finska samskola. Under gymnasietiden studerade han också i Björneborgs konstskola 1993–1994. Efter studentexamen kom Lammi till Helsingfors universitet för att läsa konsthistoria och engelska. Han trivdes inte vid universitetet utan sökte till Bildkonstakademin i Helsingfors och påbörjade sina studier där år 1996. Han hann bli utexaminerad som kandidat inom bildkonst en månad innan sin död försommaren år 2000.
Lammi sökte sig till konstens värld allt sedan sin barndom. Han uttryckte gärna sig själv genom att rita och fäste vikt vid naturens färger, ljus och skugga. Lammi var mycket flitig och övade ständigt; han ritade allt han såg, illustrerade små berättelser, skapade egna serie- och fantasifigurer och beundrade konstens stora mästare. De första försöken med oljefärger gjorde han år 1988. Som förebilder hade han i synnerhet den svenske Anders Zorn och Akseli Gallen-Kallela.

## Konstnären
Ilkka Lammis egentliga konstnärliga produktion kom till under sex års tid (1994–2000), och den omfattar några hundra oljemålningar samt tusentals teckningar och skisser. Hans produktion omfattar även akvareller, illustrationer och några skulpturer. Han målade till en början realistiskt och tog sina motiv ur naturen. Lammi övade sig mycket i att måla vatten, skog och snö. Senare, då hans skicklighet tilltog, skapade han sitt särpräglade sätt att avbilda människor i abstrakt miljö. I hans målningar återfinns förutom naturteman också berörande och eteriska kvinnogestalter – ofta med outforskade, bortvända ansikten. I sina allra sista arbeten var Lammi inriktad på helt abstrakta uttryckssätt. Lammi var passionerat flitig då han fick utöva det yrke han mest önskat sig, och hans sätt att arbeta var i synnerhet under de sista åren virtuost, snabbt och noggrant.
Lammi blev känd för den stora konstpubliken år 1999 och 2000 genom sina egna utställningar på Galleri Pintura och Galerie Oljemark i Helsingfors. Han hade också arbetat som stipendiat vid Taidekeskus Salmela i Mäntyharju år 1999, och han utsågs till årets unga konstnär år 2000. Lammis alla utställningar var utsålda och han utförde samtidigt mängder av beställningsarbeten, bland annat porträtt.
Lammi dog den 24 juni 2000. Han drabbades på midsommardagens morgon av en hjärnblödning under en simtur i Borgå, och drunknade trots räddningsförsök. Lammi ligger begraven på sin födelseort Norrmark. Upphovsrätten till Lammis verk tillhör hans föräldrar. Hans verk finns i offentliga samlingar i bland annat Norrmark och Mäntyharju, i Björneborgs stads samt Kuopio församlings konstsamlingar. Lammis arbeten är sällsynta, och när de säljs på auktioner eller gallerier är de mycket efterfrågade. Det hittills högsta auktionspriset, 77 000 euro, har betalats för målningen Parisiskan på Bukowskis auktion våren 2006.